# ロピナビル
ロピナビル（Lopinavir、治験番号 ABT-378、略号LPV）はHIV感染症のHAART療法に用いられるプロテアーゼ阻害薬の一つである。リトナビルとの合剤として市場に流通している。リトナビル合剤の商品名はカレトラで、略号LPV/r。
米国では2000年9月に承認された。日本ではソフトカプセルと内用液が2000年12月に承認された後、室温保存可能な固溶体錠（＝配合錠）が2006年9月に承認された。さらに2010年12月、従来は1日2回の服用が必要であったところ、錠剤中の薬剤含有量を倍増して1日1回服用として変更承認された。

## 効能・効果
- HIV感染症

## 臨床的特徴
副作用、相互作用、禁忌はリトナビルとの合剤についてのみ知られている。

### 禁忌
下記の薬剤を服用中の患者には禁忌である：
ピモジド、エルゴタミン、ジヒドロエルゴタミン、エルゴメトリン、メチルエルゴメトリン、ミダゾラム、トリアゾラム、バルデナフィル、シルデナフィル、タダラフィル、ブロナンセリン、アゼルニジピン、リバーロキサバン、リオシグアト、ボリコナゾール

### 副作用
重大な副作用とされているものは、高血糖、糖尿病、膵炎、出血傾向、肝機能障害、肝炎、徐脈性不整脈、中毒性表皮壊死融解症（Toxic Epidermal Necrolysis; TEN）、皮膚粘膜眼症候群（スティーブンス・ジョンソン症候群）、多形紅斑 である。

### 薬物動態
血中のロピナビルはそのほとんどが蛋白質に吸着している（98〜99%）。
脳脊髄液にも分布し、26例の脳脊髄液-血漿サンプルの内77%でIC50を超えるロピナビルが脳脊髄液から検出された。

## 剤型
- カレトラ配合内用液 - 1mL中　ロピナビル80mg・リトナビル20mg
- カレトラ配合錠 - 1錠中 ロピナビル200mg・リトナビル50mg

## 研究開発
2014年の研究に拠ると、ロピナビルはヒトパピローマウイルス (HPV) への抗ウイルス効果を持つ。子宮頸部に局所的に軽度〜高度異形成のある女性に錠剤1日2回相当の薬剤を服用させたところ、3ヶ月後に高度異形成のある女性の82.6%で組織が正常型に復帰した事がスメアと生検で確認された。

2019年末からの新型コロナウイルス感染症 (COVID-19) の流行に際し、同じコロナウイルスであるSARSウイルスに対しても効果が期待できる可能性を示した研究結果があることなどから、2019新型コロナウイルス (SARS-CoV-2) に対する効果も期待されていた。しかし現在の米国ガイドラインでは、クロロキンまたはヒドロキシクロロキンは、入院患者には使用しないことを推奨し、外来患者でも臨床試験でない限り使用しないことを推奨している（これはアジスロマイシンの併用を問わない）。